# 黎平県
黎平県（れいへい-けん）は中華人民共和国貴州省黔東南ミャオ族トン族自治州に位置する県。

## 概要
県内にトン族が多く居住している。琵琶歌、侗族大歌、蘆笙の音楽、侗戯、侗族木造建築、侗錦、侗族伝統医学、薩瑪節などの文化財はよく保存されている。

## 行政区画
下部に3街道、14鎮、7郷、2民族郷を管轄する。
- 街道：徳鳳街道、竜形街道、高屯街道
- 鎮：中潮鎮、孟彦鎮、敖市鎮、九潮鎮、岩洞鎮、水口鎮、洪州鎮、尚重鎮、双江鎮、肇興鎮、竜額鎮、永従鎮、茅貢鎮、地坪鎮
- 郷：羅里郷、壩寨郷、口江郷、徳順郷、大稼郷、平寨郷、徳化郷
- 民族郷：順化ヤオ族郷、雷洞ヤオ族スイ族郷

## 教育
県内には1校の専門学校、5校の高等学校、25校の中等学校と300あまりの小学校がある。

## 交通

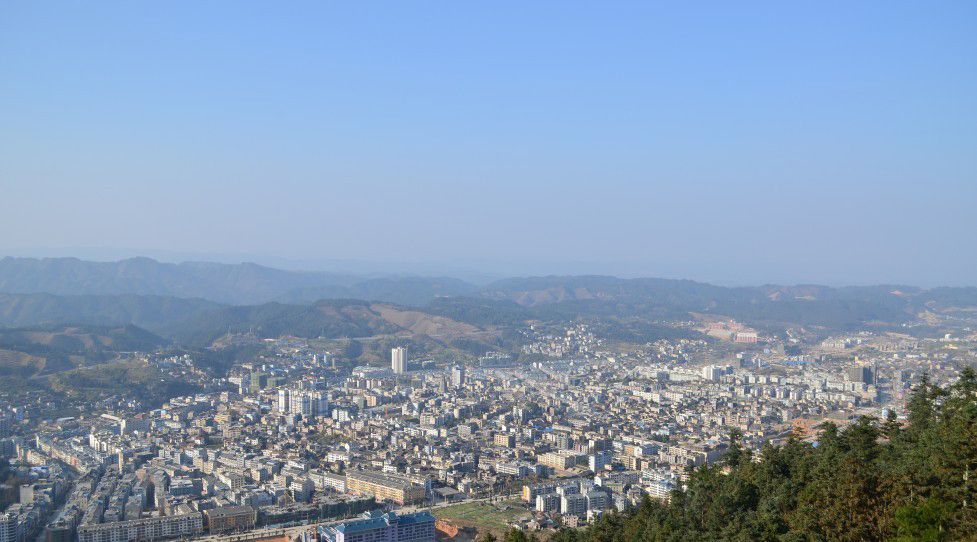
市街地の遠景

### 航空
- 黎平空港（中国語版）

### 鉄道
- 貴広旅客専用線 - 県南部を通っているが、駅が設けられていない。最寄り駅は従江駅あるいは榕江駅である。
- 永興鉄道

### 道路
- 高速道路
  - 厦蓉高速道路
  - S15 松従高速道路

## 観光
2004年にトン族文化を中心とした「黎平侗郷風景名勝区」は中華人民共和国国家重点風景名勝区に認定された。
- 肇興トン族文化旅游区
- 黎平翹街古城革命文化旅游区
- 黎平八舟河国家湿地公園
- 黎平国家森林公園